# L'Héritage de la Force
L'Héritage de la Force (titre original : Legacy of the Force) est une série littéraire de science-fiction placée dans l'univers étendu de Star Wars. Elle sert de suite aux événements de la série Nid obscur et de précurseur à la série Le Destin des Jedi. Les romans qui la composent ont été écrits par Troy Denning, Aaron Allston et Karen Traviss.

## Résumé
Quand les familles Solo et Skywalker se retrouvent des deux côtés d'un conflit explosif, l'honneur et le sens du devoir s'opposent à l'amitié et aux liens du sang. Les troubles politiques qui divisent la galaxie sont en passe de dégénérer en une guerre dévastatrice. La dernière mission destinée à localiser une usine illégale de missiles sur Adumar s'est révélée être une embuscade, dans laquelle Jacen Solo et son cousin Ben Skywalker ont failli perdre la vie. Déterminé à démasquer les responsables de cette rébellion, Jacen suit une piste qui mène à de terribles découvertes. Pendant ce temps, Luke est aux prises avec des rêves troublants mettant en scène un personnage fantomatique dont la cruauté et l'extraordinaire maîtrise de la Force ne sont pas sans lui rappeler Dark Vador. Si ces visions se réalisent, bien plus que le Maître Jedi, c'est la galaxie tout entière qui est en danger.

## Personnages
- Luke Skywalker : Pilote de la Rébellion, Apprenti Jedi (An 3-4), Chevalier Jedi (An 4-10), Maître Jedi (An 10-35), puis Grand Maître Jedi (An 35-44), il est le fils d'Anakin Skywalker et de Padmé Amidala, mari de Mara Jade et père de Ben Skywalker. Il est l'un des héros de la lutte contre l'empire et fonde le nouvel ordre Jedi.

- Mara Jade : Main de l'empereur, Contrebandière, Chevalier Jedi, puis Maître Jedi, elle fut pendant des années l'assassin personnel de Palpatine. Puis, Luke Skywalker la remit dans le droit chemin. Elle donna à la république de précieuses informations. Elle épousa Luke Skywalker et eut avec lui un enfant, Ben Skywalker. Elle est tuée par son neveu Jacen Solo devenu Sith.

- Ben Skywalker : Apprenti Jedi, Ben Skywalker est le fils de Luke Skywalker et Mara Jade, né durant la guerre contre les Yuuzhan Vong. Il devint l'apprenti de Jacen Solo.

- Han Solo : Capitaine du Faucon Millénium, Contrebandier, Général de l'Alliance rebelle, puis Général de la flotte de la Nouvelle République, Han Solo est né en 29 av. BY sur la planète Corellia, il était toujours accompagné de son fidèle ami et copilote Chewbacca mais qui est mort en sauvant Anakin Solo. Marié à Leia Organa il a trois enfants, Jacen, Jaina et Anakin.

- Leia Organa : Politicienne de l'Alliance rebelle, Ministre de la Nouvelle République, Présidente de la Nouvelle République, Ambassadrice de la Nouvelle République, Apprenti Jedi, puis Chevalier Jedi elle est la sœur jumelle de Luke Skywalker, elle se maria en l'an 8 avec Han Solo avec qui elle eut trois enfants. Se concentrant sur sa carrière politique, refusant sa formation de Jedi. Elle fut formée après la guerre contre les Vongs par la Barabel Saba Sebatyne et accéda au rang de Chevalier Jedi.

- Jacen Solo : Chevalier Jedi, puis Seigneur Sith il est le fils de Han Solo et Leia Organa, frère d'Anakin Solo et jumeau de Jaina Solo. Capturé lors de la guerre contre les Vongs, peu après la mort de son frère, il subit un entraînement auprès de Vergere qui le changea. Par la suite, sous l'influence de Lumiya, il succomba au Côté Obscur de la Force et tua sa tante: Mara Jade.

- Jaina Solo : Chevalier Jedi, pilote de l'Escadron Rogue, puis chef de l'Escadron Soleils Jumeaux elle est la fille de Han Solo et Leia Organa, sœur d'Anakin Solo et jumelle de Jacen Solo. Possédant de grands dons de pilote, elle rejoindra l'Escadron Rogue lors de la guerre contre les Vongs avant de prendre le commandement de son propre escadron, l'Escadron des Soleils Jumeaux.

- Thrackan Sal-Solo :

- Wedge Antilles : Wedge Antilles (21 Av. BY-?) originaire de Corellia, il entra d’abord dans l’Alliance Rebelle comme contrebandier d’armes puis y servit. Plus tard il servira dans la Nouvelle République. C’est certainement le meilleur pilote d’X-Wing de l’Alliance rebelle, il piloté le Red 2.

## Chronologie
1. Trahison (Betrayal) - 40 ap. BY
2. Descendances (Bloodlines) - 40 ap. BY
3. Tempête (Tempest) - 40 ap. BY
4. Exil (Exile) - 40 ap. BY
5. Sacrifice (Sacrifice) - 40 ap. BY
6. Enfer (Inferno) - 40 ap. BY
7. Fureur (Fury) - 40 ap. BY
8. Révélation (Revelation) - 41 ap. BY
9. Invincible (Invincible) - 41 ap. BY

## Trahison
Trahison est écrit par Aaron Allston. Il est publié sous son titre original, Betrayal, aux États-Unis par Del Rey Books le 30 mai 2006,. Il est traduit en français par Guillaume Le Pennec et publié par les éditions Fleuve noir le 21 août 2008, avec alors 538 pages,.

## Descendances
Descendances est écrit par Karen Traviss. Il est publié sous son titre original, Bloodlines, aux États-Unis par Del Rey Books le 29 août 2006,. Il est traduit en français par Guillaume Le Pennec et publié par les éditions Fleuve noir le 11 décembre 2008, avec alors 478 pages,.

## Tempête
Tempête est écrit par Troy Denning. Il est publié sous son titre original, Tempest, aux États-Unis par Del Rey Books le 28 décembre 2006,. Il est traduit en français par Anne-Virginie Tarall et publié par les éditions Fleuve noir le 25 juin 2009, avec alors 382 pages,.

## Exil
Exil est écrit par Aaron Allston. Il est publié sous son titre original, Exile, aux États-Unis par Del Rey Books le 27 février 2007,. Il est traduit en français par Laurent Queyssi et publié par les éditions Fleuve noir le 22 octobre 2009, avec alors 403 pages,.

## Sacrifice
Sacrifice est écrit par Karen Traviss. Il est publié sous son titre original, Sacrifice, aux États-Unis par Del Rey Books le 29 mai 2007,. Il est traduit en français par Anne-Virginie Tarall et publié par les éditions Fleuve noir le 10 décembre 2009, avec alors 477 pages,.

## Enfer
Enfer est écrit par Troy Denning. Il est publié sous son titre original, Inferno, aux États-Unis par Del Rey Books le 28 août 2007,. Il est traduit en français par Guillaume Le Pennec et publié par les éditions Fleuve noir le 25 mars 2010, avec alors 379 pages,.

## Fureur
Fureur est écrit par Aaron Allston. Il est publié sous son titre original, Fury, aux États-Unis par Del Rey Books le 27 novembre 2007,. Il est traduit en français par Laurent Queyssi et publié par les éditions Fleuve noir le 26 août 2010, avec alors 407 pages,.

## Révélation
Révélation est écrit par Karen Traviss. Il est publié sous son titre original, Revelation, aux États-Unis par Del Rey Books le 26 février 2008,. Il est traduit en français par Guillaume Le Pennec et publié par les éditions Fleuve noir le 9 décembre 2010, avec alors 503 pages,.

## Invincible
Invincible est écrit par Troy Denning. Il est publié sous son titre original, Invincible, aux États-Unis par Del Rey Books le 13 mai 2008,. Il est traduit en français par Laurent Queyssi et publié par les éditions Fleuve noir le 28 avril 2011, avec alors 405 pages,.